# 市民学士
市民学士（しみんがくし）とは、いわゆる市民カレッジなどで授与する称号の一つ。便宜上、同様の趣旨を持つ称号も当該項目にて解説する。
市民学士および類似称号は、あくまで、主催機関が定める生涯学習の修了資格を表すものであり、学校教育法以下学位規則等に定める学士の学位あるいは学術称号とは異なる。

## 生涯学習と市民学士
滋賀県主催のまちづくり講座　ルッチ大学の修了生に対してルッチ学士の称号が贈られるケースがある。その他、しずおか防犯まちづくりカレッジにおける防犯まちづくり学士、東京都八王子市主催の八王子学園都市大学でも市民学士の称号が贈られている他、多摩地区における複数の大学の連携講座武蔵野地域自由大学では、単位に応じて市民学士の称号を授与しているほか、埼玉県東松山市でも市民を対象にした「東松山市きらめき市民大学」を開講し、修了者に対し、市民学士の称号を授与している。
北海道では教育委員会が道民を対象として生涯学習講座として道民カレッジを開講しており、修了生には道民カレッジ学士ほか、道民カレッジ修士、道民カレッジ博士の称号を授与している。
また、千葉県成田市と共催講座として、明治大学・成田社会人大学が開講されている、修了生に対して修了後の社会活動の幅を拡げることを目的として修学士、教学士、弘学士の称号を授与している。